# 聖荷西州立大學
聖荷西州立大学（英語：San José State University）是一所位於美國加利福尼亚州聖荷西的公立大学。創立於1857年，聖荷西州立大學是美國西岸歷史最悠久的公立高等教育機構，也是加利福尼亞州立大學系統的創始學校。
SJSU主校区位于圣何塞市中心，占地154英亩（62公顷），约19平方顷。 SJSU提供145个学士和硕士学位（包括108个重点学习和深入研究的领域）和5个证书课程(包括19个重点学习和深入研究的领域)。截至2018年，该大学还提供两个联合博士学位课程和一个独立的博士课程。 SJSU获得了西部学校和学院协会（WASC）的认可。
2018年秋季，SJSU的总入学人数为32,828人，其中包括超过5,500名研究生和证书学生。截至2018年秋季，SJSU的研究生入学率是加州州立大学系统中最高的。
截至2018年，SJSU的学生人数是全国种族最多的学生之一，亚洲和非居民入学率最高。
SJSU一直被列为硅谷技术公司的大學生和研究生畢業生的主要供应學校之一。

## 歷史
聖荷西州大的創立最早可以追朔至1857年於舊金山由喬治·W·明斯創立的明斯夜間師範學校 (Minns Evening Normal School)。1862年加利福尼亞州議會立法收購明斯夜間師範學校，成為加利福尼亞州立師範學校，該年並有54名女士自三年課程畢業。1871年學校南遷至聖荷西第四街夾聖卡洛斯街的華盛頓廣場公園，即是今日聖荷西州大校園的所在地。

## 学术

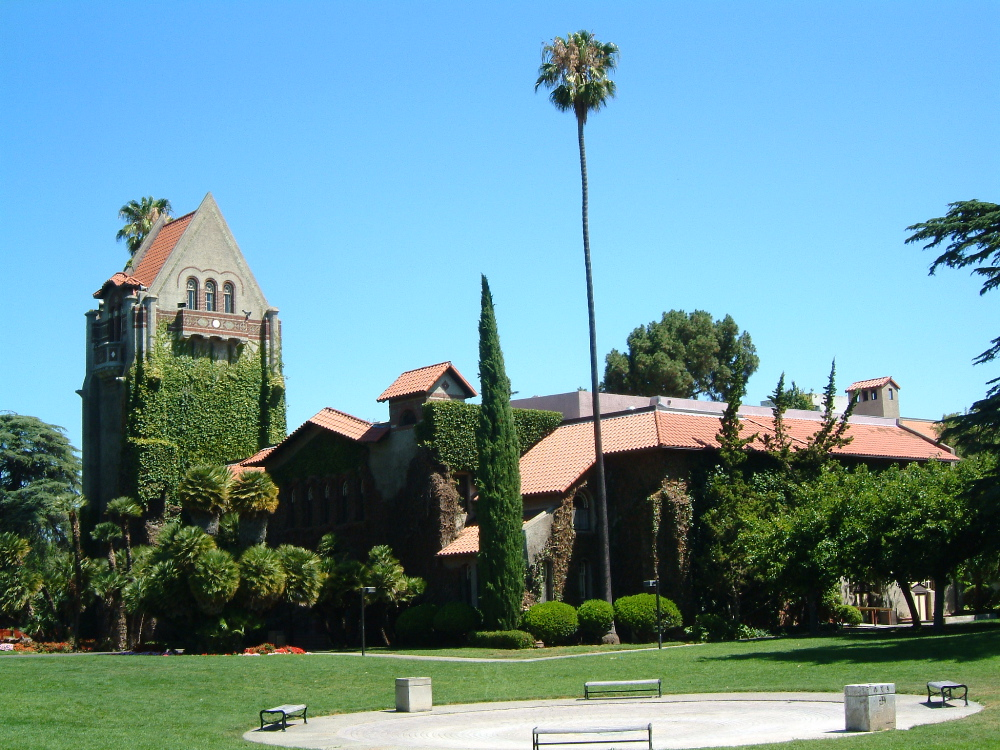
大学标志性建筑Tower Hall

該校商學院也積極地尋求業界的贊助，曾獲得由Lucas Dealership Group 創辦人Donald 及 Sally Lucas 所捐贈的一千萬美金。聖荷西州立大学商學院2007年暑期開始舉辦大學部國際商學精英課程，並於第一個學年舉辦為期14天的北京及上海遊學課程。該校的工程、科學、商學院擁有比全世界任何一間大學更多在矽谷工作的畢業生。

### 認可機構
- 聖荷西州立大学商學院的大學部及研究所，均為被知名的國際商管學院促進協會承認的全球500間教育機構之一。
- 該學院被美國西部學校學院協會（Western Association of Schools and Colleges）以及加州教育委員會所承認。

## 傑出校友
珍·安·克蘭茲 — 作家 

Omid Kordestani — 原Google執行長顧問

高登·摩爾 — 原Intel董事長

Lee P. Brown — 前休士頓市市長

Ben Nighthorse Campbell — 前美國參議員

邁克·本田 — 前美國眾議員

盧·亨利·胡佛 — 美國前第一夫人

Gaylord Nelson — 美國威斯康辛州前州長

Lyn Nofziger — 前總統理察·尼克森白宮顧問

Charles Ginsburg — 錄影機發明者

彼得·尤伯罗斯 — 美國奧林匹克委員會會長

Anthony Banta — 思科系统全球營運副總裁

Charles Gingold — 探索頻道前副總